# ألبانيا الكبرى

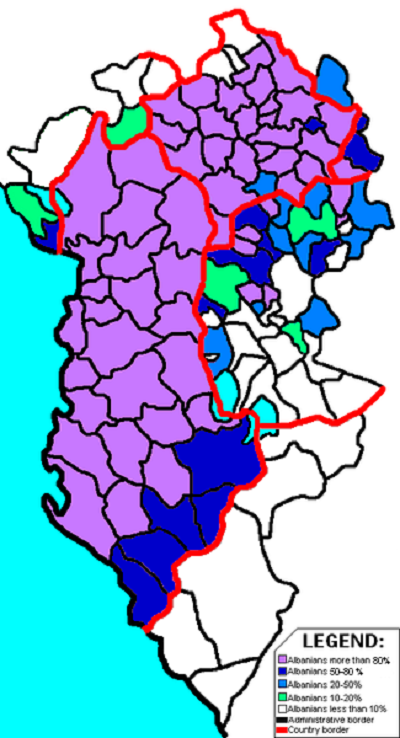
مناطق تواجد الألبان في ألبانيا والدول المجاورة لها

ألبانيا الكبرى أو ألبانيا العرقية (بالألبانية: Shqipëria Etnike) هو مفهوم وحركة سياسية تهدف إلى توحيد الألبان داخل الأراضي التي يعتبرونها وطنهم الأم بناءً على مطالبات حول الوجود الحالي أو التاريخي للسكان الألبان في تلك المناطق. بالإضافة إلى جمهورية ألبانيا حاليا، يشتمل المصطلح على مطالبات بمناطق في الدول المجاورة، وتشمل هاته المناطق كوسوفو ووادي بريشيفو من صربيا، الأراضي الواقعة في جنوب الجبل الأسود، الشمال الغربي لليونان (الوحدات الإقليمية اليونانية في ثيسبروتيا وبروزة، التي يشير إليها الألبان باسم تشامريا، وغيرها من المناطق التي كانت جزءًا من ولاية يانينا في عهد الإمبراطورية العثمانية)، وجزء من غرب جمهورية مقدونيا الشمالية.
من الناحية النظرية، قامت رابطة بريزرين، وهي منظمة من القرن التاسع عشر هدفها توحيد الأراضي الألبانية ومناطق أخرى (معظمها من مقدونيا، إبيروس والجبل الأسود) فيما سمي الولاية الألبانية وتكون تابعة للإمبراطورية العثمانية، بتوحيد جزء كبير من ألبانيا الكبرى ليكون تحت الحكم الألباني.
ومع ذلك، فإن منطقة ألبانيا الكبرى بكامل حدودها تم توحيدها فقط خلال فترتي الاحتلال الإيطالي والألماني لمنطقة البلقان خلال الحرب العالمية الثانية. فكرة التوحيد أتت أيضا بعد مخلفات معاهدة لندن في عام 1913، عندما تم ترك ما يقرب من نصف الأراضي الألبانية و40٪ من السكان خارج حدود ألبانيا الحالية، الشيء الذي يميل الألبان إلى اعتباره ظلما فرضته القوى العظمى عليهم.
وفقًا لتقرير جالوب بلقان مونيتور (بالإنجليزية: Gallup Balkan Monitor)‏ لعام 2010، فإن فكرة ألبانيا الكبرى تدعمها غالبية الألبان في ألبانيا (63٪) وكوسوفو (81٪) وجمهورية مقدونيا (53٪)، على الرغم من أن معظم الألبان يعتقدون أن فكرة التوحيد مُستبعدة حاليا.
في مسح أجراه برنامج الأمم المتحدة الإنمائي، نُشر في مارس 2007، رأى 2.5٪ فقط من الألبان في كوسوفو أن التوحيد مع ألبانيا هو الحل الأفضل لكوسوفو. فيما 96 في المئة لا يريدون أن تبقى كوسوفو مستقلة داخل حدودها الحالية.

## المناطق
| الدولة/الإقليم/المجتمع                                  | الإقليم                                            | المساحة (كم²) | مجموع السكان           | الألبان                           |
| ------------------------------------------------------- | -------------------------------------------------- | ------------- | ---------------------- | --------------------------------- |
| ألبانيا                                                 | ألبانيا                                            | 28,748        | 2,821,977              | 2,312,356 (82% من مجموع السكان.)  |
| كوسوفو (الألبان في كوسوفو)                              | كوسوفو                                             | 10,908        | 1,739,825 (إحصاء 2011) | 1,616,869 (93% من مجموع السكان.)  |
| مالايزيا، كرايا، روزايي، بلاف (الألبان في الجبل الأسود) | الجبل الأسود : مناطق مالايزيا، كرايا، روزايي، بلاف | 1,173–1,400   | غير معروف              | 25,000                            |
| غرب مقدونيا الشمالية (الألبان في مقدونيا الشمالية)      | مقدونيا : منطقة الغرب والشمال الغربي               | 2,500–4,500   | غير مع                 | 509,083 (إحصاء 2002)              |
| وادي بريشيفو (الألبان في صربيا)                         | صربيا : بريشيفو، بويانوفاتس وجزء من ميدفيديا       | 725–1,249     | 88,966 (إحصاء 2002)    | 57,595 (65% من سكان وادي بريشيفو) |
| إبيروس/تشاميريا (الألبان الشام)                         | اليونان : ثيسبروتيا وبروزة (جنوب إبيروس التاريخية) | غير معروف     | غير معروف              | غير معروف                         |

### كوسوفو
غالبية سكان كوسوفو من الألبان، حيث يقدر عددهم بحوالي 88٪. أشار إحصاء عام 2011 إلى ارتفاع نسبة السكان الألبان، ولكن بسبب سيطرة الصرب على شمال كوسوفو ومقاطعة جزئية من السكان الغجر والصرب في الجنوب، تعد هذه الأرقام غير موثوقة.

### الجبل الأسود
معظم الأراضي المُطالب بها في الجبل الأسود تقع في المناطق الحدودية، بما في ذلك مناطق كرايا وأولسيني وتوزي (مالوسيا) وبلاف وجوسينيي وروزايي (إقليم السنجق). وفقًا لتعداد عام 2011، فإن نسبة الألبان في تلك البلديات هي : أولسيني 1,476 نسمة (70٪)، توزي 2,383 نسمة (50٪)، بلاف (19٪)، روزايي 188 نسمة (2٪). بما أن الجالية الألبانية صغيرة والجالية البوسنية هي الأغلبية في إقليم السنجق، إلى أن المطالبات بهذا الإقليم تستند إلى حدود الدولة الألبانية في الحرب العالمية الثانية وأواخر العهد العثماني.

### جمهورية مقدونيا الشمالية
الجزء الغربي من جمهورية مقدونيا الشمالية منطقة بها أقلية عرقية ألبانية كبيرة. يشكل السكان الألبان في جمهورية مقدونيا الشمالية 25٪ من مجموع السكان، ويبلغ عددهم 509,083 حسب إحصاء سنة 2002. وتشمل المدن ذات الأغلبية الألبانية أو الأقليات الكبيرة تيتوفو، غوستيفار، ستروغا وديبار.
في ثمانينيات القرن الماضي، ظهرت منظمات وحدوية في شمال مقدونيا، ولا سيما في فينيكا وكيتشيفو وتيتوفو وغوستيفار. في عام 1992، أعلن نشطاء ألبان في ستروغا أيضًا تأسيس جمهورية إليريدا (بالألبانية: Republika e Iliridës) ، بقصد الحصول على الحكم الذاتي داخل جمهورية مقدونيا الشمالية. لم يكن للإعلان سوى معنى رمزي وفكرة دولة إيليريدا المتمتعة بالحكم الذاتي غير مقبولة رسميا من قبل السياسيين الألبان في جمهورية مقدونيا الشمالية.

### وادي بريشيفو
المطالبات الوحدوية في صربيا الوسطى (مع استثناء كوسوفو) توجد في منطقة وادي بريشيفو، وتشمل بلديات بريشيفو (بالألبانية: Preshevë)، بويانوفاتس (بالألبانية: Bujanoc) وجزء من ميدفيديا (بالألبانية: Medvegjë)، حيث تتواجد جالية ألبانية. في 2001، قُدر عدد الألبان في المنطقة ب70,000 نسمة. وفقا لإحصاء عام 2002، كان عدد الجالية الألبانية في هاته البلديات كالتالي : بريشيفو 31,098 نسمة (89%)، بويانوفاتس 23,681 نسمة (55%)، ميدفيديا 2,816 نسمة (26%).
عقب حرب كوسوفو (1998–99)، قامت المجموعة الانفصالية جيش تحرير بريشيفو ميدفيديا بويانوفاتس (بالألبانية: Ushtria Çlirimtare e Preshevës, Medvegjës dhe Bujanocit) بتمرد ضد الحكومة الصربية، بهدف ضم وادي بريشيفو إلى كوسوفو.

### اليونان
تقتصر المطالبات في اليونان على تشاميريا، وهي جزء من إبيروس، ولاية يانينا التاريخية.
يشير الألبان إلى منطقة ثيسبروتيا الساحلية شمال غرب اليونان باسم تشاميريا ، وتعد المنطقة أحيانا جزءا من حدود ألبانيا الكبرى. حسب إحصاء عام 1928 الذي أجرته الدولة اليونانية، كان هناك حوالي 20 ألف مسلم ألباني في ولاية ثيسبروتيا. أُجبروا جميعا على اللجوء في ألبانيا في نهاية الحرب العالمية الثانية بعد تعاون جزء كبير منهم مع النازيين في ارتكاب عدد من الجرائم خلال الفترة 1941-1944. في أول إحصاء ما بعد الحرب العالمية الثانية سنة 1951، لم يتبق سوى 123 من المسلمين في المنطقة. يدعي أحفاد المسلمين المنفيين (الذين يزعمون أنهم يصل عددهم الآن إلى 170,000 يعيشون الآن في ألبانيا) أن ما يصل إلى 35,000 من المسلمين الألبان كانوا يعيشون في جنوب إبيروس قبل الحرب العالمية الثانية. يحاول الكثير منهم حاليا اتباع طرق قانونية للمطالبة بتعويضات عن الممتلكات التي استولت عليها اليونان. بالنسبة لليونان، القضية «غير موجودة».

## مجموعة الأزمات الدولية
بحثت مجموعة الأزمات الدولية في قضية الوحدة الألبانية ونشرت تقريرًا بعنوان «الوحدة الألبانية : ما مدى تهديدها لاستقرار البلقان ؟» في فبراير 2004.
نصحت المجموعة الدولية للأزمات في التقرير الحكومتين الألبانية واليونانية بالسعي إلى تسوية قضية المسلمين الألبان الذين تم ترحيلهم من اليونان في عام 1945، قبل أن يتم استغلالها من قبل القوميين المتطرفين، وتضيع حقوق الألبان الشام المشروعة في خضم ذلك. علاوة على ذلك، تشير نتائج مجموعة الأزمات الدولية إلى أن ألبانيا مهتمة أكثر بتطوير العلاقات الثقافية والاقتصادية مع كوسوفو والحفاظ على دولة منفصلة.